# Etxebarria
Etxebarria és un municipi de Biscaia, a la comarca de Lea-Artibai.

## Topònim
El nom complet de l'antiga anteiglesia era San Andrés de Echevarría. Bastants anteiglesias vizcainas solien incloure en el seu nom el de l'advocació religiosa de la seva parròquia. En aquest cas la parròquia de Etxebarria està consagrada a Sant Andreu Apostol. A més en el cas de Etxebarria, havia altres dues anteiglesias homònimes a Biscaia de les quals havia de distingir-se: San Agustín de Echevarría i Etxebarri.
El significat etimològic d'Etxebarria és transparent. Prové de l'expressió la casa nova en euskera biscaí (etxe barria) i és un dels topònims i cognoms bascos més comuns, existint diverses variants d'aquest. El que no se sap amb certesa és perquè el poble va rebre aquest nom. Es creu que la parròquia de San Andrés es va fundar a la fi del segle xiv, creant-se el poble entorn d'ella. Es tractaria per tant d'un poble de fundació tardana, respecte als del seu entorn, el que explicaria aquest nom. El nom del municipi ha estat transcrit de mitja dotzena de formes diferents.
Segons l'INE, en el cens de 1842 figura com Echevarria, en els censos de 1857 i 1860 apareix amb el seu antic nom de San Andrés de Echevarría, en els censos de 1877 i 1887 torna a aparèixer com Echevarria, en el cens de 1897 apareix esmentat com Echebarría, denominació que conservarà fins al cens de 1940, quan apareix com Echevarría. Aquesta última sol considerar-se com la denominació formal del municipi en castellà encara que com es veu ha estat anomenada de diverses maneres. La denominació formal en euskera, Etxebarria, és una adaptació de les variants Echevarría/Echebarría a l'ortografia contemporània de l'euskera i es pronuncia igual que el nom castellà. També es pot anomenar en euskera a la població Etxebarri, ja que la a final és un article i es pot perdre en els topònims descriptius d'aquest tipus.
La denominació oficial és Etxebarria (amb a final) per a distingir aquesta població de la població homònima de Etxebarri, situada també a Biscaia, que sempre s'escriu sense la a final. Actualment Etxebarria és l'única denominació oficial del municipi des que la va adoptar l'ajuntament en 1988. També és la forma més habitual de nomenar la població, fins i tot en textos en castellà.

## Barris
- Altzaa - 175 hab.
- Aulesti - 47 hab.
- Galartza - 134 hab.
- Erbera/San Andres - 398 hab
- Unamuntzaga - 69 hab.